# Flussgrundel

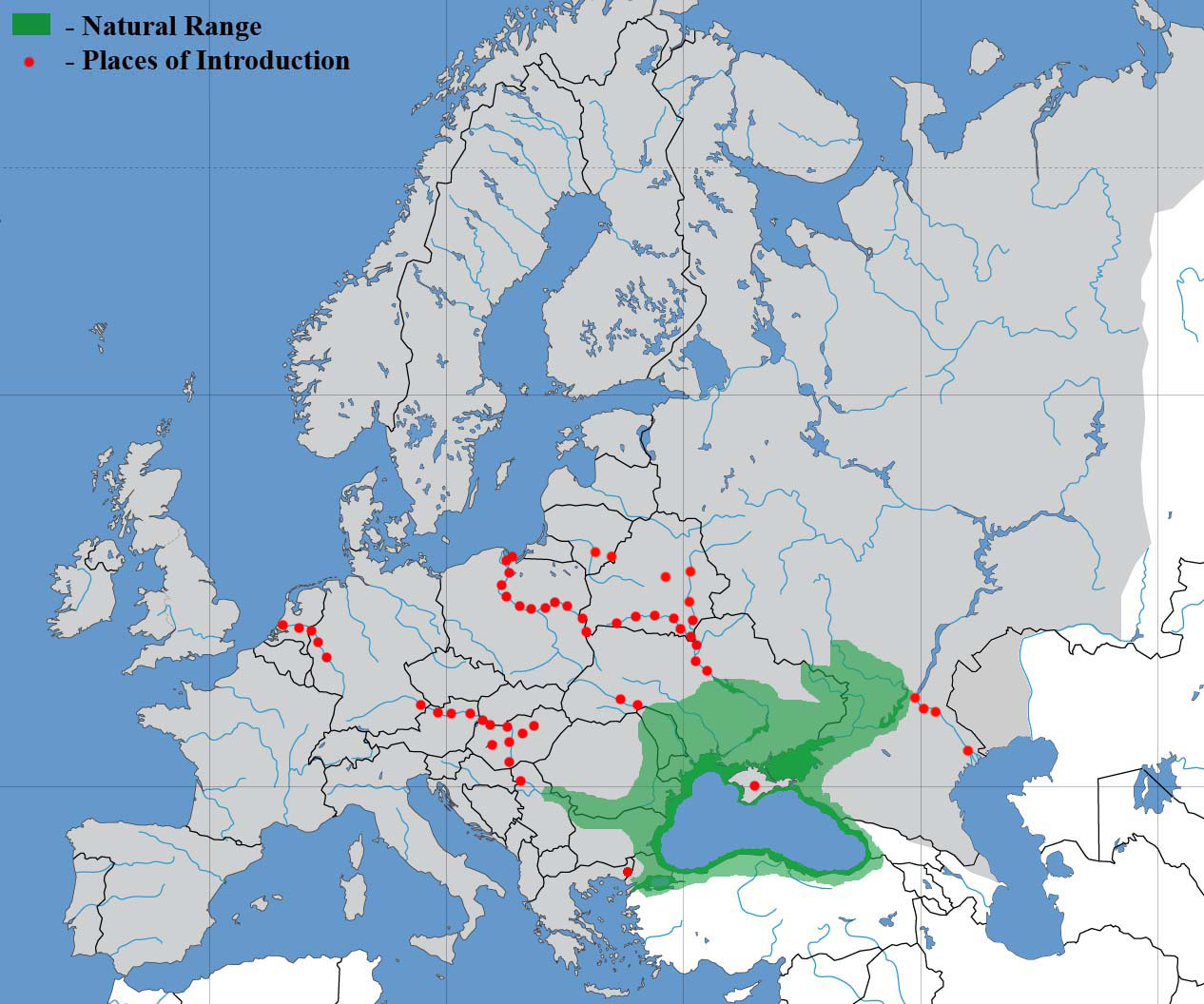
Grün, ursprüngliches Verbreitungsgebiet, Rot, invasive Verbreitung in den letzten Jahrzehnten

Die Flussgrundel (Neogobius fluviatilis) ist eine Fischart, die zur Familie der Grundeln (Gobiidae) gehört. Sie kommt in Flüssen vor, die in das Schwarze, in das Asowsche Meer und in das Marmarameer münden (z. B. Südlicher Bug, Dnjepr, Dnjestr, Don, Donau, Kuban) und besiedelt auch flache Uferbereiche dieser Meere. In den letzten Jahrzehnten hat sie ihr Verbreitungsgebiet hauptsächlich durch das Andocken der Eier an Schiffsrümpfen invasiv weiter nach Norden ausgedehnt und auch verschiedene Flüsse in Mitteleuropa besiedelt. So ist sie seit 2021 bei Ketsch (Rhein-Neckar-Kreis) nachgewiesen worden, von wo aus sie sich weiter im Oberrhein ausbreitet. Die invasive Ausbreitung war seit langem erwartet worden.

## Merkmale
Die Flussgrundel erreicht eine Maximallänge von 20 cm, meist bleibt sie bei einer Länge von 15 bis 18 cm. Sie hat einen gestreckten Körper, die Körperhöhe beträgt nur ein Sechstel der Gesamtlänge. Die Kopflänge liegt bei einem Fünftel der Gesamtlänge. Der Kopf ist gedrungen, leicht abgeflacht und nur wenig breiter als hoch. Das breite Maul steht fast waagerecht, der Unterkiefer steht nur wenig vor. Die Lippen sind vergleichsweise schmal. Die Länge des Schwanzstiels ist größer als seine Höhe. Der „Nacken“ ist beschuppt, 26 Schuppen zählt man zwischen dem Hinterkopf und dem Beginn der Rückenflosse.
- Flossenformel: Dorsale VII/14–18, Anale I/12–17, Pectorale 12–14.
- Schuppenformel: mLR 58–65.

Flussgrundel sind graubraun bis gelbbraun gefärbt und zeigen auf dem Rücken und den oberen Körperseiten zahlreiche, unregelmäßige dunkelbraune Flecken und Bänder. Ein einzelner, dunkelbrauner Fleck findet sich oberhalb des Ansatzes der Brustflossen. Rücken- und Schwanzflosse sind mit zahlreichen braunen Punkten gemustert. Die Männchen werden in der Laichzeit schwarz mit gelben Flossenrändern.

## Systematik
Nächste Verwandte der Flussgrundel sind die Schwarzmund-Grundel (Neogobius melanostomus) und Neogobius caspius. Diese drei Arten bilden zusammen die Gattung Neogobius. Schwestergruppe dieser Gattung sind die Benthophilini mit 5 Arten. Diesen insgesamt 8 Arten wiederum stehen die 16 Arten der Ponticolini gegenüber, gemeinsam bilden alle die Unterfamilie Benthophilinae innerhalb der Familie der Grundeln (Gobiidae).
|  | \| \| Schwarzmund-Grundel (N. melanostomus) \| \| \| \| \| \| Flussgrundel (Neogobius fluviatilis) \| \| \| \| |
|  | |
|  | N. caspius |
|  | |
|  | Schwarzmund-Grundel (N. melanostomus)                                                                          |
|  | |
|  | Flussgrundel (Neogobius fluviatilis)                                                                           |
|  | |

|  | Schwarzmund-Grundel (N. melanostomus) |
|  |                                       |
|  | Flussgrundel (Neogobius fluviatilis)  |
|  |                                       |

|  | \| \| Schwarzmund-Grundel (N. melanostomus) \| \| \| \| \| \| Flussgrundel (Neogobius fluviatilis) \| \| \| \| |
|  | |
|  | N. caspius |
|  | |
|  | Schwarzmund-Grundel (N. melanostomus)                                                                          |
|  | |
|  | Flussgrundel (Neogobius fluviatilis)                                                                           |
|  | |

|  | Schwarzmund-Grundel (N. melanostomus) |
|  |                                       |
|  | Flussgrundel (Neogobius fluviatilis)  |
|  |                                       |

|  | \| \| Schwarzmund-Grundel (N. melanostomus) \| \| \| \| \| \| Flussgrundel (Neogobius fluviatilis) \| \| \| \| |
|  | |
|  | N. caspius |
|  | |
|  | Schwarzmund-Grundel (N. melanostomus)                                                                          |
|  | |
|  | Flussgrundel (Neogobius fluviatilis)                                                                           |
|  | |

|  | Schwarzmund-Grundel (N. melanostomus) |
|  |                                       |
|  | Flussgrundel (Neogobius fluviatilis)  |
|  |                                       |

|  | \| \| Schwarzmund-Grundel (N. melanostomus) \| \| \| \| \| \| Flussgrundel (Neogobius fluviatilis) \| \| \| \| |
|  | |
|  | N. caspius |
|  | |
|  | Schwarzmund-Grundel (N. melanostomus)                                                                          |
|  | |
|  | Flussgrundel (Neogobius fluviatilis)                                                                           |
|  | |

|  | Schwarzmund-Grundel (N. melanostomus) |
|  |                                       |
|  | Flussgrundel (Neogobius fluviatilis)  |
|  |                                       |

Eine andere Arbeit, die die Phylogenie der gesamten Gobiidae behandelt hat diese Ergebnisse im Kern bestätigt, wobei allerdings anstelle der Benthophilini die Ponticolini als direkte Schwestergruppe ausgewiesen wurden. Das Verhältnis der drei nahe verwandten Triben Neogobiini, Benthophilini und Ponticolini ist damit zunächst ungeklärt.

## Lebensweise
Die Flussgrundel lebt an flachen, brackigen Meeresküsten, in Flussmündungen, Lagunen und Seen, in mittleren bis großen Flüssen auf Sand- und Schlammböden. In den Unterläufen der von ihr besiedelten Flüsse gehört sie zu den häufigsten Fischarten. Sie ernährt sich von verschiedenen Wirbellosen, vor allem von kleinen Krebstieren und Weichtieren. Sie kann fünf Jahre alt werden und wird mit zwei Jahren geschlechtsreif. Sie vermehrt sich von April bis Juli bei Wassertemperaturen oberhalb von 13 °C. Möglicherweise laichen sie in einem Jahr mehrfach. Der Laichballen wird unter Steinen, einer Muschel, in einem Schneckengehäuse oder einem anderen harten Gegenstand gelegt und bis zum Schlupf der Larven vom Männchen bewacht.

## Bedeutung als Speisefisch
Flussgrundeln dürfen als  invasive Art nach dem Fang nicht mehr ins Wasser zurückgelassen oder in Gewässern ausgesetzt werden. Die Gefahr der Weiterverbreitung verbietet auch den Einsatz als Naturköder beispielsweise beim Angeln auf Zander oder Barsch. Andererseits ist die Grundel ist ein exzellenter Speisefisch. Sie hat keine Gräten und eignet sich bestens zum Braten. Durch ihren hohen Fleischanteil sind sie bereits ab einer Länge von wenigen Zentimetern geeignet für die Küche.